# Monochamus saltuarius
Monochamus saltuarius jе врста инсекта из реда тврдокрилаца (Coleoptera) и породице стрижибуба (Cerambycidae). Сврстана је у потпородицу Lamiinae.

## Распрострањеност
Врста је распрострањена на подручју централне Европе, Румуније и Србије. У Србији је ретка врста.

## Опис
Тело је црно са бронзаним сјајем. Покрилца су код оба пола паралелна, а на њима су многобројне жућкасто томентиране мрље (јасније код очуваних примерака), а између мрља је густи, тамносивкасти томент без жутих длачица. Могућа је слаба попречна импресија на крају прве трећине елитрона. На пронотуму су жућкасте пегице, а скутелум је жуто томентиран са голом линијом у средини. Дужина тела је од 11 до 19 mm.

## Биологија
Животни циклус траје од једне до две године. Ларва се развија у сувим пањевима и гранама. Адулти се налазе на изданцима и посеченим стаблима а активни су од маја до септембра. Као биљка домаћин јавља се смрча (Picea).

## Статус заштите
Врста се налази на Европској црвеној листи сапроксилних тврдокрилаца а на подручју Србије је заштићена врста - налази се на Прилогу II Правилника о проглашењу и заштити строго заштићених и заштићених дивљих врста биљака, животиња и гљива.